# جيمس جيلري
جيمس جيلري (بالإنجليزية: James Gillray) هو رسام كاريكاتير وطباعة فنية إنكليزي اشتهر بسبب تنميشاته السياسية وإصدرات الهجاء الاجتماعية التي نشرت بين عامي 1792 و 1810.
ولد في 13 آب  1756 أو 1757 وتوفي 1 حزيران 1815.
يسمى جيمس جيلري بأبو الكارتون السياسي. هجا في أعماله الملوك والوزراء والقادة العسكريين. يعد أحد أبرز رسامي كارتون إلى جنب وليم هوجرت. خفة دمه وفكاهته ومعرفة بالحياة ومواردها وسخريته القوية وجمال التنفيذ أعطته دفعة ليكون في المركز الأول من بين رسامي الكاريكاتير.

## مجموعة من أعماله

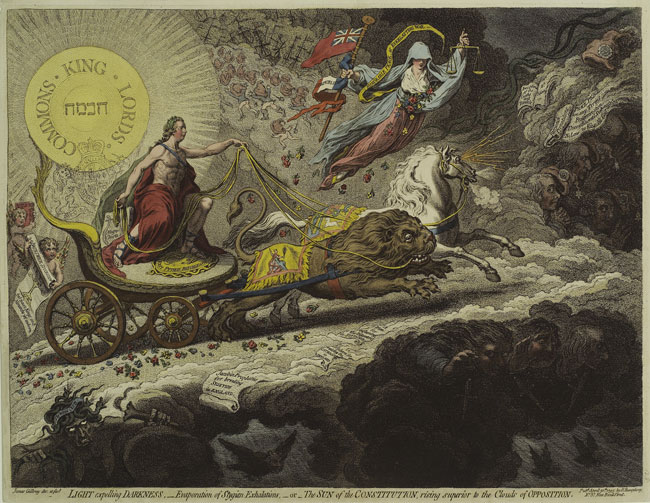
1795
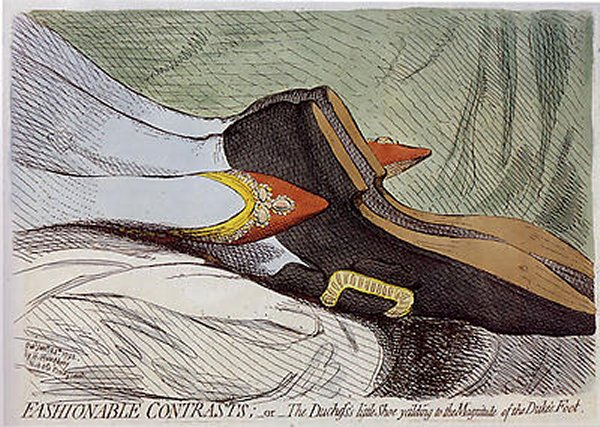
1792
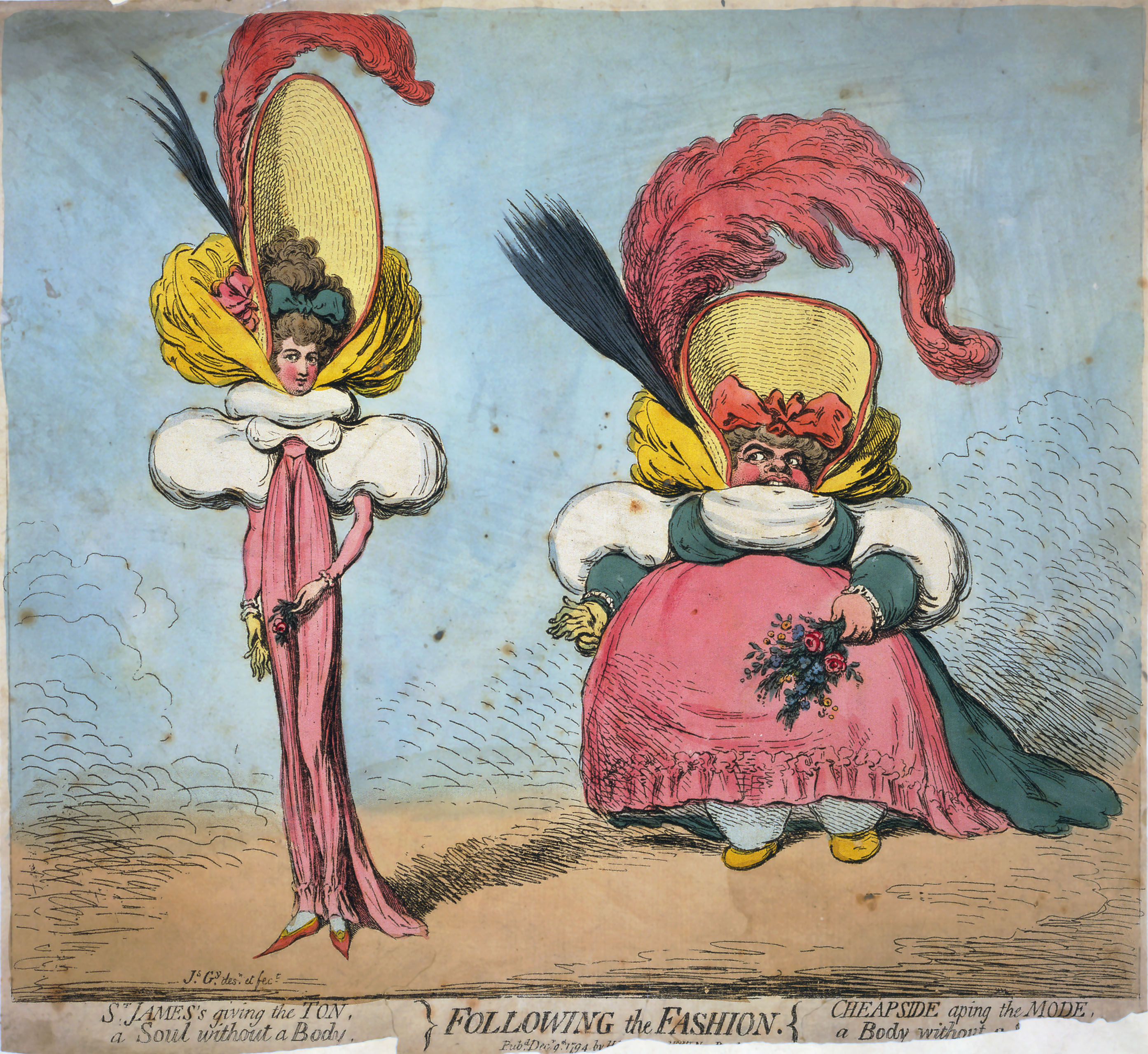
1794
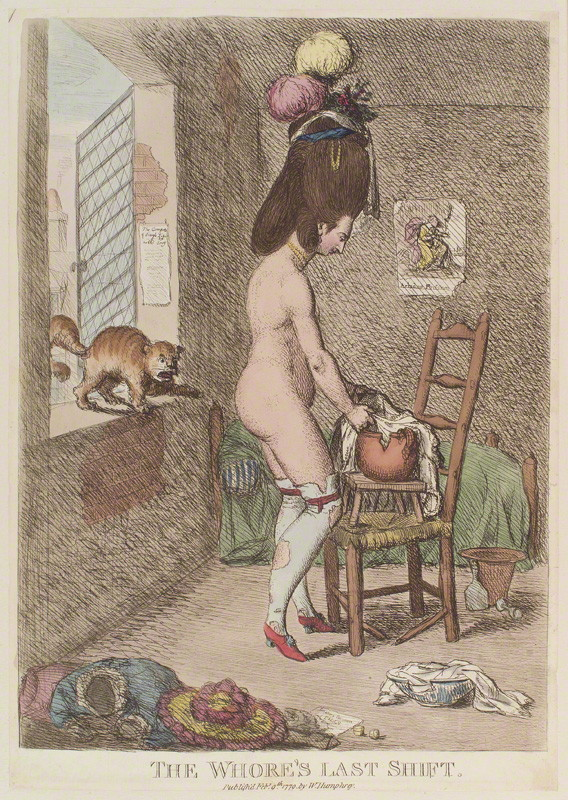
1779
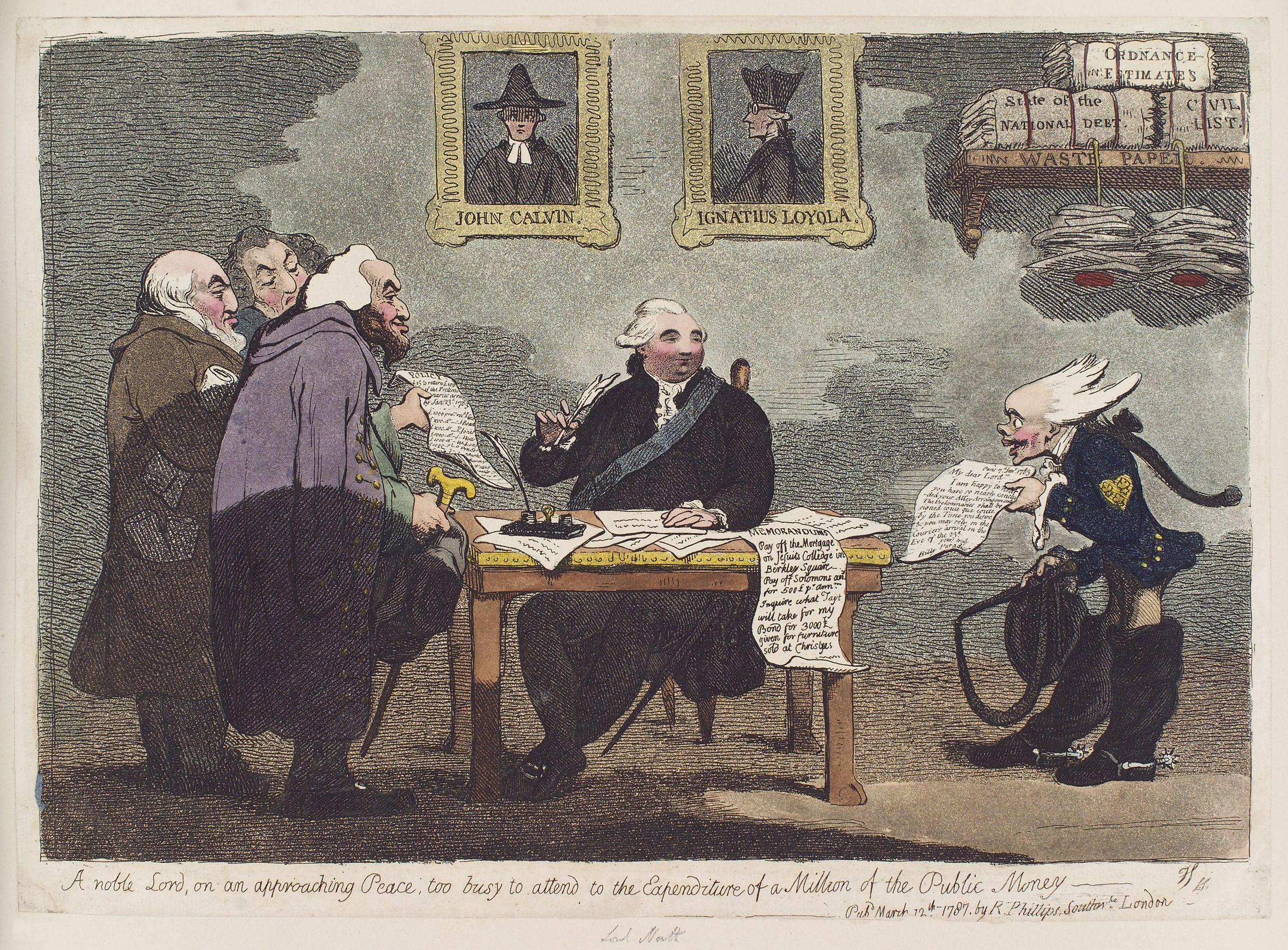
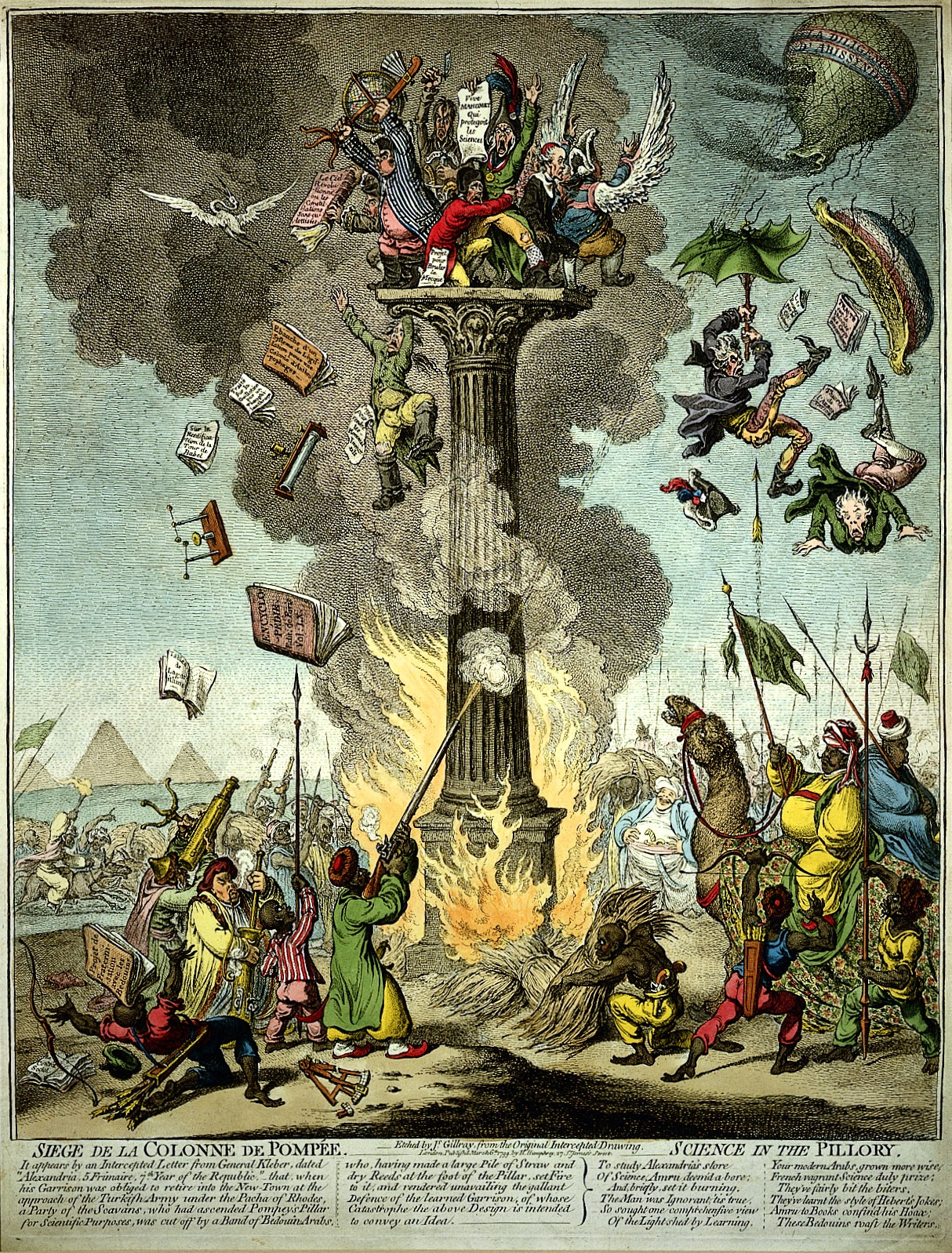
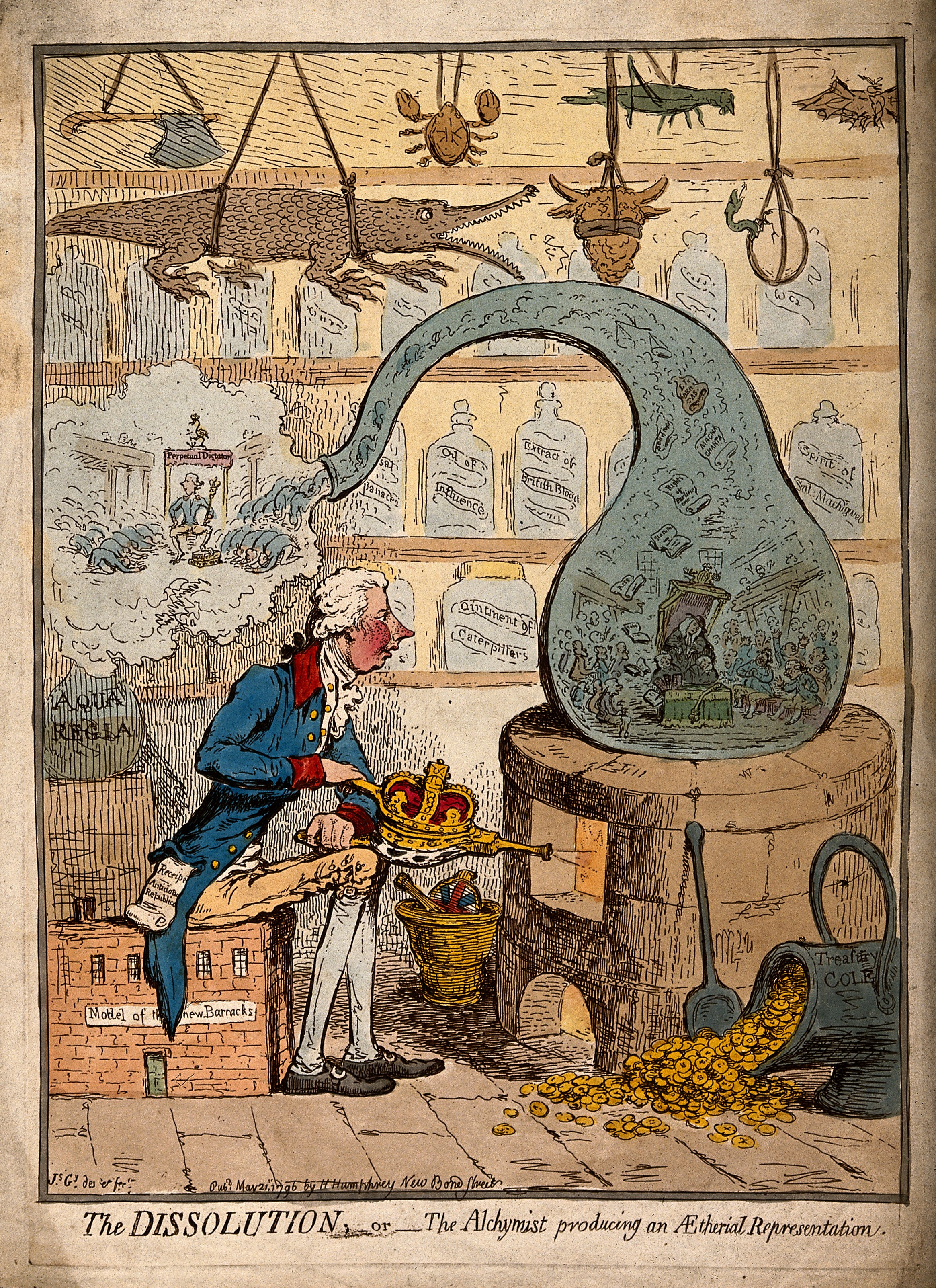
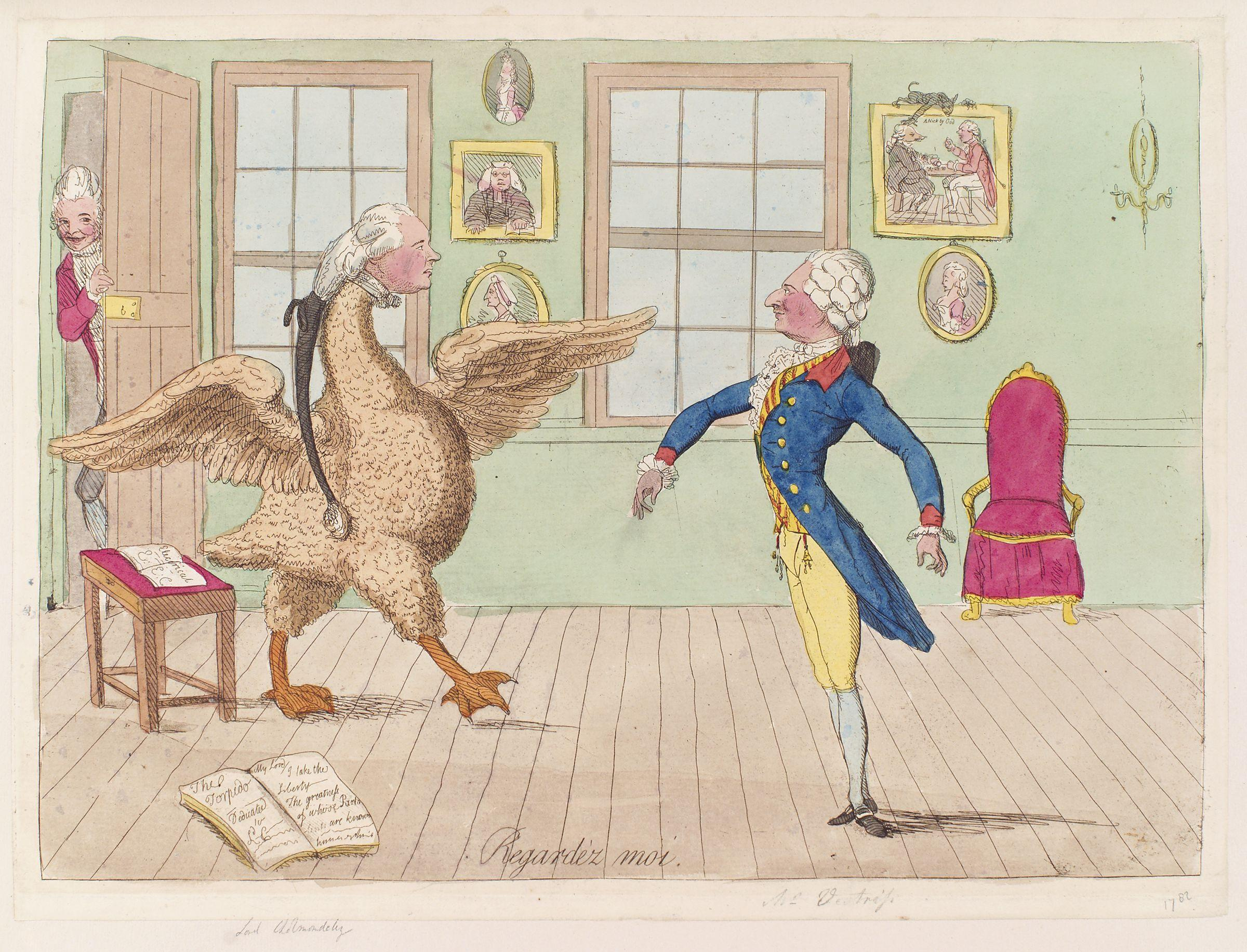

## روابط خارجية
- جيمس جيلري على موقع الموسوعة البريطانية (الإنجليزية)
- جيمس جيلري على موقع إن إن دي بي (الإنجليزية)
- جيمس جيلري على موقع ديسكوغز (الإنجليزية)